# Ormia ochracea
Ormia ochracea là một loài ruồi trong họ Tachinidae.